# Menza (rivière)
Pour les articles homonymes, voir Menza.
La Menza est une rivière  de Mongolie et de Russie d'Asie et le principal affluent de la Tchikoï, dans le bassin hydrographique de l'Ienisseï.

## Géographie
La Menza arrose le sud de la Sibérie centrale. Elle est longue de 337 km et draine un bassin de 13 800 km2. 

Elle prend sa source en Mongolie sur le versant nord des monts Baga-Khenteï (en russe : хребет Бага-Хэнтэй), puis pénètre en Russie et traverse le territoire du kraï de Transbaïkalie. 

Son débit moyen est de 89,9 m3/s à 12 km de l'embouchure. 

La Menza a un régime pluvial.